# Núbia Lafayete
Idenilde Araújo Alves da Costa, conhecida pelo nome artístico de Núbia Lafayette, (Assu,  21 de janeiro de 1937 — Niterói, 18 de junho de 2007) foi uma cantora brasileira.
Núbia nasceu em Assu, no interior do estado do Rio Grande do Norte, onde residiu até os três anos, idade que tinha quando a família se mudou para o Rio de Janeiro. Desde tenra idade demonstrou talento para a música apresentando-se em programas infantis desde os 8 anos de idade.
A carreira de Idenilde teve início no final da década de 1950, com o nome artístico de Nilde Araújo. Nessa época, trabalhava como vendedora nas Lojas Pernambucanas do Rio de Janeiro, quando resolveu participar no programa de calouros "A Voz de Ouro", da TV Tupi, interpretando canções da época. Foi crooner da boate Cave do Rio e estreou cantando Dalva de Oliveira.
O nome artístico definitivo de Núbia Lafayette foi adaptado em 1960 por sugestão do compositor Adelino Moreira. Foi este compositor que a levou à gravadora RCA, com o apoio de Nelson Gonçalves. Foi nesse ano que gravou o seu primeiro disco, que contava com o samba-canção "Devolvi", de Adelino Moreira. Este trabalho projetou-a definitivamente como cantora romântica e popular.
Núbia continuou a participar em programas especiais e apresentações esporádicas até ao fim da sua vida. Morava em Maricá, no litoral do Rio de Janeiro.

## Doença e morte
Núbia sofreu um AVC hemorrágico no dia 10 de março de 2007, tendo ficado internada por dez dias. No dia 25 de maio do mesmo ano, voltou a ser internada no Hospital de Clínicas Niterói devido a complicações. Faleceu aos 70 anos de idade.

## Discografia
- Solidão (1960) - pela gravadora RCA Camden
- Devolvi (1961) - Compacto pela gravadora RCA Camden
- Devoção (1961) - pela gravadora RCA Camden
- Diferente (1962)- Pela gravadora RCA Camden
- Eu, Núbia Lafayette (1963) - pela gravadora RCA Camden
- Triste Madrugada (1964) - pela gravadora RCA Victor
- Noites sem fim  (1965) - pela gravadora RCA Camden
- Nem Eu, nem Tu, Ninguém (1970) - pela gravadora Philips
- Núbia Lafayette (1971) - pela gravadora CBS
- Casa e Comida (1972) - pela gravadora CBS
- De quem eu gosto (1973) - Compacto pela gravadora CBS
- Núbia Lafayette (1974) - pela gravadora CBS
- Abandono Cruel (1975) - pela gravadora CBS
- Núbia Lafayette (1976) - pela gravadora CBS
- Migalhas (1977) - pela gravadora CBS
- Núbia Lafayette (1978) - pela gravadora CBS
- Núbia Lafayette (1980) - pela gravadora CBS
- Os vinte anos artísticos de Núbia Lafayette (1981) - pela gravadora CBS

## Coletâneas
- A Voz Quente de Núbia Lafayette (1971) - pela gravadora RCA